# St. Martin (Groß Elbe)

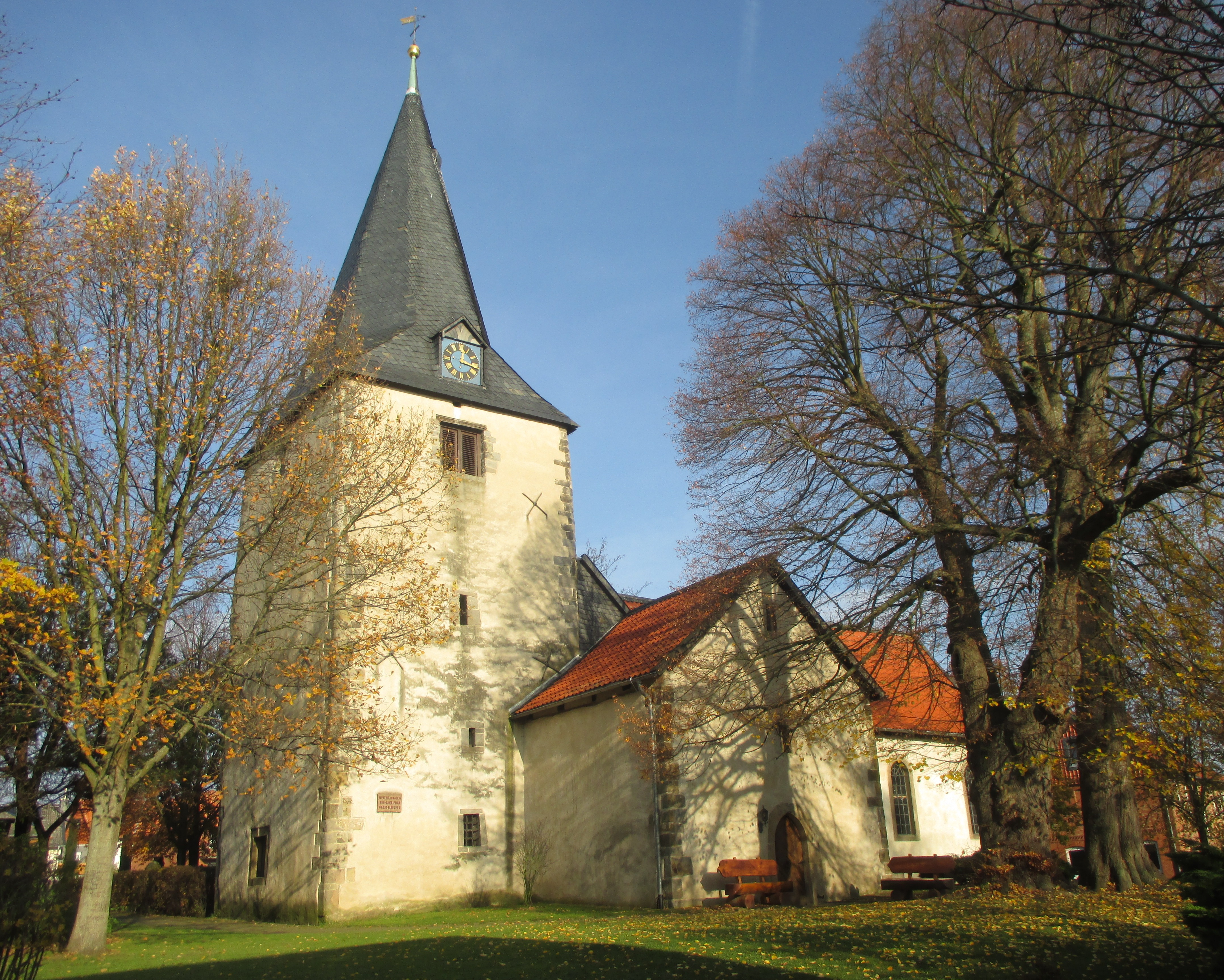
St. Martin

Die evangelisch-lutherische Kirche St. Martin steht in Groß Elbe, einem Ortsteil der Gemeinde Elbe im Landkreis Wolfenbüttel in Niedersachsen. Die Kirchengemeinde gehört zur Propstei Goslar der Evangelisch-lutherischen Landeskirche in Braunschweig.

## Beschreibung
Die verputzte Saalkirche aus Bruchsteinen und Ecksteinen wurde 1574 gebaut. Der quadratische Kirchturm, der mit einem achtseitigen, schiefergedeckten, spitzen Helm bedeckt ist, steht im Westen. Nach Osten wurde an das Kirchenschiff 1698 ein eingezogener Chor mit dreiseitigem Abschluss angebaut. Im Süden befindet sich der Anbau für das Vestibül, das sich zum Kirchenschiff durch zwei Arkaden öffnet. Am Pfeiler zwischen den Bögen ist die Jahreszahl der Erbauung angegeben. 
Der Innenraum ist mit einem hölzernen Tonnengewölbe überspannt. Die Kirchenausstattung ist aus der Zeit um 1700. Hierzu gehört ein Kanzelaltar, dessen Predella ein Bild des Abendmahls enthält. Am Kanzelkorb sind die vier Evangelisten dargestellt. Auf dem Schalldeckel zeigen Engel deren Leidenswerkzeuge. Als Bekrönung ist die Auferstehung zu sehen. An den Brüstungen der U-förmig umlaufenden Emporen sind Tafelbilder aus der gleichen Zeit, die u. a. die Porträts von Martin Luther und Philipp Melanchthon zeigen. Im Zentrum des Chors hängt ein Taufengel. 
Die Orgel mit zehn Registern, einem Manual und einem angehängten Pedal wurde 1799 von Georg Andreas Almes, der Geselle von Johann Conrad Müller war, gebaut.